# Španovica
Španovica es una aldea de la región de Eslavonia Occidental de Croacia, situada el ejido de la ciudad de Pakrac, condado de Požega-Eslavonia. Ubicada a lo largo de la ruta Pakrac - Požega, a 10 km de la primera, tiene hacia el sur las montañas Psunj y Ravna Gora hacia el norte. 
Desde su creación en 1886 hasta 1945, se llamó Španovica. Entre 1945 a 1991 pasó a denominarse Novo Selo (Aldea Nueva) y de 1991 hasta hoy Španovica nuevamente. Los renombramientos tuvieron la función de marcar un cambio en el orden sociopolítico y su integración a la narrativa hegemónica.
Lleva el nombre del supervisor del conde (Špan)

## Geografía
Se encuentra a una altitud de 236 m s. n. m. a 138 km de la capital nacional, Zagreb. Ubicada en el valle que forman las alturas Psunj y Ravna Gora, se emplaza al sur del río Pakra.
Se dedica a la agricultura y cría de animales (cerdos, bovinos, ovinos). 

## Demografía
El primer censo a la localidad (1869) fue de 293 personas. El de 1910 registró 1.289 habitantes, número que fluctuó hasta 1931.
Antes de la Segunda Guerra Mundial, Španovica, junto con Pakrac y Lipik, era el asentamiento más grande de la región. Según el censo de 1931, había 1.289 habitantes. El 1948 se produjo una gran caída en el número así como un total cambio de la composición étnica.
Actualmente, al igual que muchas otras aldeas que eran étnicamente serbias en los alrededores, Španovica casi está deshabitada. Según el censo de población de 2011, tenía 23 habitantes y en 2021, 15. En el lugar (2014) viven diez matrimonios ancianos, retornados de nacionalidad serbia y tres familias croatas.
| Gráfica de población de Španovica 1857-2021                         |
|                                                                     |
| Según los censos de población de la oficina estadística de Croacia. |

## Historia

### Orígenes hasta la Segunda Guerra Mundial
A finales del siglo XIX, Eslavonia era parte del imperio Austro Húngaro. Como resultado de las migraciones, estaba mayoritariamente habitada por serbios que habían inmigrado a estas regiones durante los varios siglos de conquistas turcas y guerras entre los imperios, por las cuales se creó la Vojna krajina. En ese entonces, el sector donde se ubicaría Španovica estaba deshabitado y se utilizaba para pastoreo del ganado en las aldeas de los alrededores.
Hay dos versiones del origen de la aldea que no difieren sustancialmente. La primera, dada por Vesna Kesić, señala que el origen de Španovica se remonta a 1865, cuando la familia de terratenientes locales, Janković, decidió intensificar la explotación de los bosques circundantes y fortalecer económicamente su propiedad. Dado que la región no estaba lo suficientemente poblada para el proyecto, era necesaria mano de obra adicional.
Los reasentamientos durante la vigencia de la monarquía Austrohúngara era una forma común de compensar el desequilibro en el desarrollo y las condiciones demográficas. Mano de obra, funcionarios, expertos y familias enteras se desplazaron por todo el imperio durante los inicios de la industrialización. En el caso particular de la región de Gorski Kotar (principalmente de Ravna Gora, Mrkoplje, Stari Laz), sus habitantes fueron reubicados entre 1865 y 1970 en Španovica dado que su forma tradicional de agricultura, tala y transporte de madera en carros tirados por caballos al puerto de Rijeka caducó con la construcción del ferrocarril hacia este puerto.
La otra versión, no contradictoria por lo que podría ser complementaria, es dada por Tonči Erjavec, que en 1865, el banco de Viena compró el terreno a unos terratenientes, lo dividió en parcelas iguales y lo puso a la venta, con plazos de reembolso favorables durante 30 años. Entre los años 1865-1870, croatas de Gorski Kotar y algunos eslovenos se establecieron en el lugar.
En ese momento, Eslavonia era una zona rica. A los aldeanos se les prometió la construcción de casas y una iglesia. Sin embargo, las crónicas registran que las aldeas vecinas (Dragović, Šumetlica, Grahovljani y Čaklovac), habitados por serbios étnicos, se opusieron a la construcción de un asentamiento con los colonos provenientes de Gorski kotar. Según las costumbres latifundistas de la época, los locales también tenían derecho a disponer de los bosques y pastos que utilizaban. Los colonos eran católicos, en contraposición a los serbios que eran ortodoxos.
En un nuevo pueblo de Španovica, por necesidades de los colonos, se construyeron un total de 120 casas, una iglesia católica (1929) y una escuela (la primera en las inmediaciones). Se abrieron una serie de comercios y tiendas donde también se abastecía a los residentes de las aldeas serbias vecinas. Asimismo, los nuevos pobladores trajeron consigo nuevos conocimientos sobre el mantenimiento del hogar y la nutrición además de ser muy trabajadores y persistentes en mantener sus propias características culturales. Durante décadas, en su comunicación mutua, mantuvieron un dialecto específico, una mezcla de croata, esloveno y chakaviano, un dialecto que contenía una serie de palabras y términos específicos (Kranjci).
La mayoría de los colonos de Španovica sabían leer y escribir, porque había una escuela pública en Ravna Gora desde 1786 y la educación era obligatoria para ambos sexos. Entonces en Eslavonia, apenas el diez por ciento de la población estaba alfabetizada. La escuela pública general se abrió en Pakrac solo en 1878. El edificio de la escuela pública de Španovica se construyó e inauguró en 1884.
La región se convirtió en multiétnica siendo la coexistencia pacífica. Sin embargo, la metáfora de Španovica como una "isla croata en el mar de Serbia" se remonta a esa época. El primer registro de tensiones interétnicas y conflictos ocasionales ocurrieron con la culminación de la crisis estatal y política del Reino de Yugoslavia en los años treinta del siglo XX. Al principio, estos conflictos fueron de bajo nivel pero crecieron con el tiempo. Los primeros incidentes armados se registraron durante la dictadura de septiembre implantada por el rey Alejandro en 1929. La primera víctima ocurrió en 1939, cuando fue asesinato el 18 de octubre de 1939 Peru Vrtar, en Kusonje, entonces presidente del Partido Campesino Croata (HSS) de Španovica.

### Segunda Guerra Mundial y régimen Ustaša

#### Acceso al poder del movimiento Ustaša. Persecución a la comunidad serbia
En abril de 1941, con la Invasión de Yugoslavia por parte del Eje y el establecimiento del Estado Independiente de Croacia (NDH), la situación cambió dramáticamente en Eslavonia Occidental. Al poco tiempo de constituirse las autoridades Ustaša en Pakrac, comenzó la insurrección partisana liderada por el Partido Comunista Yugoslavo. La primera acción armada de los partisanos de la zona tuvo lugar en las alturas Psunj en la noche del 16 de octubre de 1941. Consistió en un ataque al edificio municipal de Rajić.
Las lealtades se dividieron en la zona: los serbios estaban mayoritariamente con el movimiento partisano ya a fines de 1941. Ello también influyó seriamente en los croatas para que muchos no optaran por el movimiento Ustaša. Ya en octubre de 1941, el distrito de Pakrac y en general Eslavonia Occidental (la mayoría de las aldeas serbias alrededor de Psunj, Papuk y Bilogora), que estaba muy poblada por serbios, se habían inclinado por los partisanos.
En cuanto a los Ustaša, en 1941 no había muchos activos en la región de Pakrac (el número no excedía los treinta). Sin embargo, su enfrentamiento con los serbios era bestial. En los pueblos croatas, a excepción de Španovica, había un número menor. En las localidades croatas mayores como Brezine, Bijela Stijena, Prekopakra, Gaj, Poljana y Obrijež, no había más de 2 o 3 cada una. El apoyo Ustaša más fuerte en el distrito era en Španovica y, en menor medida, en Dragović. Una de las razones por la que los pobladores de Španovica aceptaron la ideología ustaša y comenzaron a enfrentar violentamente a los serbios también debe encontrarse en la instigación de la política chovinista de la Gran Serbia entre 1930 y 1940. En ese contexto, Španovica, convertido en bastión Ustaša, primero fue cuartel general de la compañía, y luego batallón, Preparatoria Ustaša (ustaške Pripremne bojne).
Ya en abril y mayo de 1941, el terror se extendió sobre la población serbia de las aldeas vecinas y sobre los refugiados serbios de las partes de Bosnia donde el NDH se había extendido. Para octubre de 1942, se puede hablar de unos 1.500 muertos residentes de los pueblos serbios de los alrededores. Los Ustaša llevaron a cabo una política de terror, arrestos, liquidaciones y enviaron a los habitantes de las aldeas serbias de los alrededores a los campos de Dánica y Jasenovac.
El 13 de agosto de 1942, con la ayuda de la Legión Negra Ustaša de Pakrac, los Ustaša de Španovica ingresaron a la cercana aldea serbia de Kusonje y obligaron a 463 hombres a entrar en una iglesia, los rociaron con combustible, los quemaron y mataron y arrojaron a los pozos. El mismo día, 227 personas fueron asesinadas en la vecina Dragović, y unos días después, la aldea de Lipovac fue incendiada y la mayoría de la población murió. Las mujeres y los niños fueron llevados a los campamentos de internados.
No cabe duda de que gente de Španovica, miembros del Batallón Preparatorio, participó en estos crímenes junto a los Ustašas. Se discute, sin embargo, en qué medida, bajo qué condiciones y si se trataba de coerción y amenazas o de participación voluntaria por la adquisición de privilegios que el régimen Ustaša  ofrecía por la participación. Como consecuencia de estos crímenes que también estaban ocurriendo en otras partes del NDH, el movimiento antifascista y de liberación nacional se fortaleció y se organizó militarmente. En las montañas circundantes (Psunj, Papuk), se formaron las primeras unidades partisanas en 1942.
En junio y julio, agosto y septiembre de 1942, las unidades de Banija y Krajina, junto con el 1.er Destacamento Partisano de Eslavonia, llevaron a cabo una serie de ataques contra guarniciones enemigas y bastiones Ustaša: en Kamenska, Sirač, dos veces en Miokovićevo, Orahovica, en Slatinska Drenovac, Gojil, Grubišno Polje y finalmente en Španovica.

#### Asalto partisano a Španovica
Una de las primeras acciones armadas mayores, en las que participaron unos 1.700 partisanos, fue el asalto a Španovica, los días 5 y 6 Octubre de 1942. La campaña estuvo motivada en parte como venganza por crímenes anteriores contra la vida de los serbios, aunque la documentación existente muestra que ese no era el objetivo estratégico del ataque a Španovica sino la eliminación de ese punto fuerte. Fueron masacrados y asesinados 142 personas. Se incendiaron 227 casas y la aldea quedó completamente destruida. Los sobrevivientes, mayormente, se trasladó a Pakrac.
La operación fue llevada a cabo por la 7.ma Brigada NO croata, partes del 1.er Destacamento NOP de Eslavonia y el Batallón Partisano Moslavina. El efectivo participante fue de 1.700 partisanos. De esos, unos 600 en ataque y más de 1.000 en seguridad. El ataque inmediato fue realizado por el destacamento Psunj. En el bastión de Ustasha de Španovica - Dragović se encontraban 40 Ustašas de la compañía del cuartel general y 60-80 miembros armados del Batallón Preparatorio en armas.
El ataque comenzó alrededor de la medianoche del 4 al 5. Inmediatamente después del inicio, los integrantes del Batallón Preparatorio huyeron de las posiciones hacia las viviendas. Al cabo de media hora, los primeros partisanos ya estaban entre las casas. El jefe, con una docena de Ustašas, logró escapar hacia Pakrac. Hubo una conmoción general en la aldea.
Las mujeres y los niños capturados fueron entregados a sus hogares. Los hombres son llevados a Gornja Šumetlica donde fueron interrogados y los miembros del Batallón Preparatorio fusilados (cerca de 40 hombres). Muchos murieron en los combates en el pueblo, otros fueron emboscado cuando accedieron a pueblos vecinos.
Según la bibliografía yugoslava, los defensores sufrieron pérdidas de unos 160 muertos y heridos e igual número capturados. Se confiscaron 100 fusiles, 7 pistolas ametralladoras y 1 ametralladora. A día de hoy, los habitantes de Španovica utilizan la cifra de 73 víctimas identificadas, aunque nunca se han publicado estadísticas oficiales, ni tampoco de víctimas del régimen ustaša. Tonči Erjavec recopiló sus datos de los archivos históricos y contó los nombres de los monumentos de los pueblos erigidos a las víctimas de la Segunda Guerra Mundial. El editor de la crónica de Erjavč, Slavko Goldstein, habla en el prólogo de al menos 1.500 víctimas del terror de Ustaša en ese período, pero el número exacto de víctimas que duró desde abril de 1941 hasta octubre de 1942 nunca se ha establecido y no está registrado en algún sitio.
Represalisas y situación posterior al asalto
El 11 de octubre de 1942 fue creada la 1.ª Brigada de Eslavonia, renombrada luego como 12da Brigada Proletaria de Eslavonia. En esa noche del 10 al 11 de octubre, el pueblo de Kukunjevac (distante a 21 km) fue rodeado por miembros de la Guardia Nacional de Ustasha (procedentes de Lipik) en represalia por el ataque a Španovica. Mataron a 780 hombres, mujeres y niños.
Los desalojados, al principio, fueron a Pakrac. Luego se mudaron gradualmente a los pueblos de los alrededores y a otros lugares. El Batallón Preparatorio se disolvió. Algunos fueron al ejército Ustaša y algunos al ejército alemán.
Desde entonces, el pueblo permaneció deshabitado. En las postrimerías de la Segunda Guerra Mundial, la 6.ª División Yugoslava llegó el 24 de abril a Pakrac, la 5.ª División del mismo día en Dragović y Spanovica asegurando el control Yugoslavo en el lugar.

### Régimen comunista
En junio de 1945, la población croata restante procedente de Španovica fue desplazada. En octubre de 1946, fueron colocados en antiguas propiedades alemanas en Gašinci (cerca de Đakovo) y la aldea pasó a ser habitada por población serbia. Por decisión del Comité Popular del Distrito, el organismo del gobierno local que implementó las decisiones del gobierno comunista central, Španovica pasó a llamarse Novo Selo. 
Sobre la base de la Ley de Reforma Agraria y Colonización de 1945 que, además de la nacionalización de latifundios y bienes eclesiásticos, prescribía la confiscación de bienes de "traidores y enemigos del pueblo", la propiedad de los pobladores de Španovica se distribuyó a la población serbia recién asentada y se entregaron a la cooperativa propiedades cultivables más grandes. La ley preveía procedimientos judiciales de desamortización, pero estos procedimientos nunca se llevaron a cabo, sino que las propiedades se distribuyeron con base en las decisiones de las "comisiones de reforma agraria y colonización" locales.
La entonces Novo Selo pasó así a estar habitada por residentes de nacionalidad serbia, muchos de los cuales eran refugiados y víctimas del terror Ustaša y cuya propiedad fue destruida en otras partes de Croacia y Bosnia y Herzegovina. Algunos eran colonos de regiones menos desarrolladas, traídos por las autoridades comunistas para poblar las regiones más ricas y asignarles propiedades. Las relaciones jurídicas de la propiedad no preocuparon durante los años socialistas, salvo a los propios desplazados de Španovica, quienes, tildados de "enemigos del pueblo", no tuvieron más remedio que guardar silencio sobre todo. A la gente de Španovica se le prohibió regresar, independientemente de si ellos, como individuos, participaron en crímenes de guerra, por los cuales nadie fue juzgado de todos modos, o si incluso eran parte de los partisanos.
En la posterior persecución comunista, unos 250 pobladores más fueron asesinados o desaparecidos. El número total de croatas asesinados de Španovica desde 1939 hasta 1949 es de 398 habitantes.
La iglesia de San Duha de Španovica permaneció intacta en el ataque del 6 de octubre de 1942. Fue incendiada dos semanas después. Toda fue quemada excepto las paredes, que permanecieron hasta 1945. Después de la guerra, las paredes de la iglesia fueron dinamitadas.
En el período de 1948 a 1990 la vida en Yugoslavia fue pacífica. Se restableció la convivencia entre serbios y croatas, no hubo tensiones étnicas, al menos en  superficie. Novo Selo y su historia fue un tema tabú que nunca se discutió públicamente.

### Guerra de Croacia y posterioridad

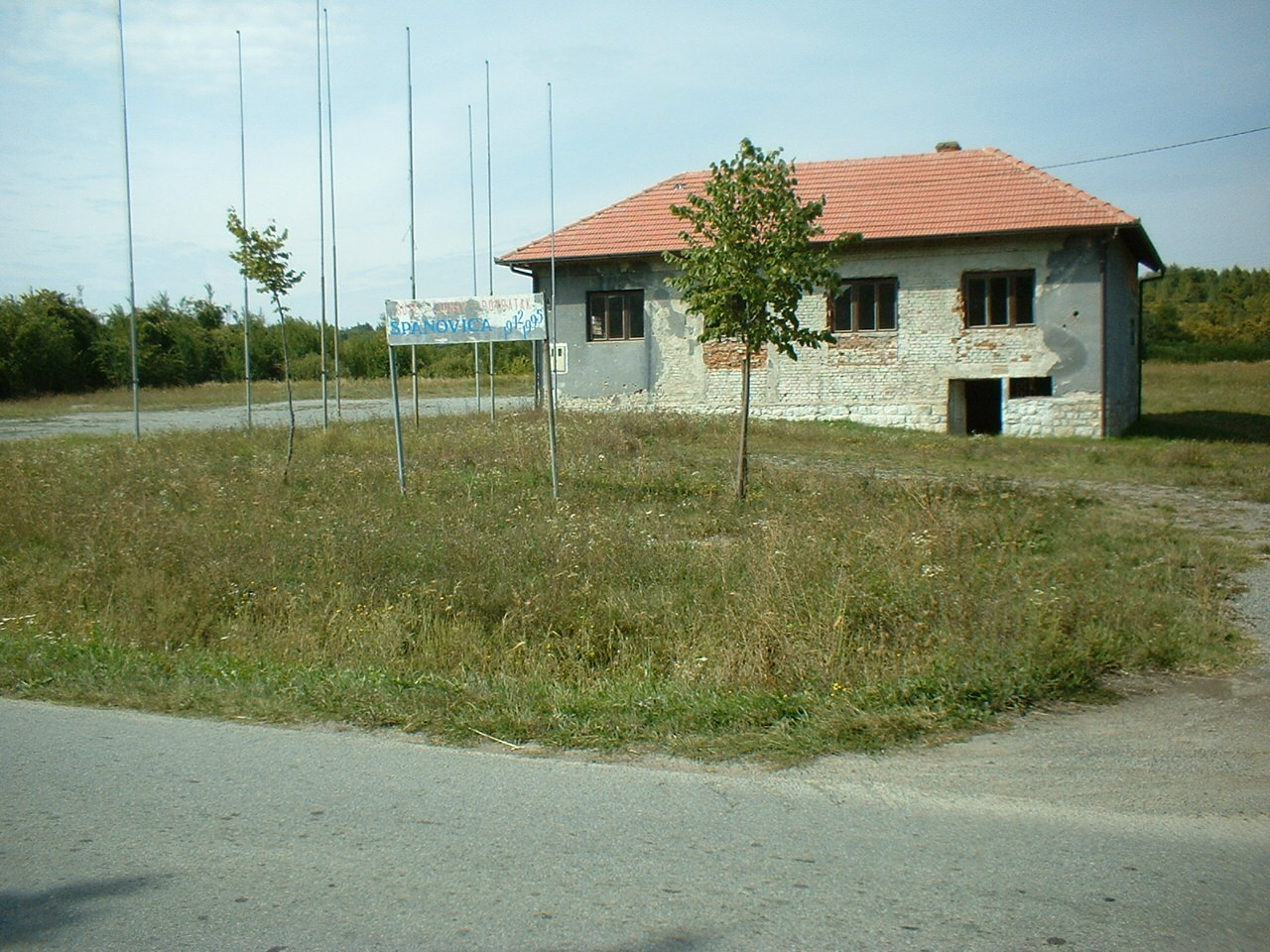
Španovica. Ubicación antiguo campo UNPROFOR. Edificio con daños de la Guerra de Croacia. Octubre 2003

Hasta 1991, una población mixta de serbios (mayoría) y croatas vivía en Pakrac y los alrededores. Sin embargo, a diferencia de la ciudad, donde la población era mixta, los pueblos seguían siendo predominantemente monoétnicos, serbios o croatas. 
La región fue uno de los puntos focales de la rebelión serbia a principios de la década de 1990. Las tensiones interétnicas comenzaron a aparecer ya después de las primeras elecciones multipartidarias de mayo de 1990. El HDZ, dirigido por Franjo Tuđman, ganó a nivel nacional pero no en Pakrac donde lo hizo el SDP. Las nuevas instituciones pronto comenzaron a aprobar normas que confirmaban la voluntad política para lograr la soberanía y la secesión Croacia de Yugoslavia.
Con el inicio del levantamiento serbocroata en Eslavonia Occidental en agosto de 1991, Španovica quedó integrada a la Región Autónoma Serbia de Eslavonia Occidental. En la aldea se ubicó el comando del Teritorijalna obrana (Defensa Territorial) Pakrac. Contaba con 3 batallones (13 compañías) encuadrando 1.740 combatientes. Para el 7 de diciembre, su efectivo había aumentado a 2.255.
En el marco de la operación ofensiva croata Papuk-91, el 25 de ese mes las unidades de la 127.a Brigada croata ocuparon Cernik y las aldeas de Dragović y Španovica sin mayores problemas. El 2 de enero de 1992, el Enviado Personal del Secretario General de las Naciones Unidas convocó en Sarajevo una reunión entre representantes militares de la República de Croacia y del Ejército Popular Yugoslavo, en la cual el Acuerdo de Implementación sobre el alto el fuego incondicional fue firmado. Éste pasó a tener vigencia a las 1800 hs del día siguiente. En la zona de Španovica, el territorio al sur de la ruta Pakrac - Požega quedó bajo el poder de la autodenominada Región Autónoma Serbia de Eslavonia Occidental y la sur bajo el poder efectivo croata.
El 24 de febrero de 1992, por iniciativa de la 123.a Brigada de Požega, se devolvió el antiguo nombre a la aldea: Španovica.
La resolución de la ONU Nro 743 estableció una Zona Protegida por el peligro permanente de conflictos armados, el cual es vigilado por la UNPROFOR alrededor de la línea divisoria establecida. La fuerza internacional estableció la Base Španovica (jefatura de compañía). (45°28′19.77″ N - 17°17′58.13″ E) operada inicialmente por el CANBAT y luego por el ARGBAT.
Con la operación Bljesak, entre al 1 y 4 de mayo de 1995, se estableció la autoridad militar y administrativa de la República de Croacia sobre toda la zona de Eslavonia Occidental. Los civiles serbios restantes se retiraron en columnas de refugiados hacia Bosnia y Serbia.
Los habitantes originarios sobrevivientes y sus descendientes no obtuvieron el derecho a devolver sus propiedades. Contrariamente, los serbios que se rebelaron en armas en 1991 vieron restauradas sus casas en los terrenos que fueron confiscados administrativamentedespués de 1945.

## Legado
- En el centro de Španovica, a lo largo de la ruta Pakrac - Požega, se construyó un complejo conmemorativo en el que se encuentra un gran monumento de mármol negro con los nombres de 382 víctimas croatas del pueblo. Los nombres pertenecen a los que fueron asesinados, desaparecidos en los campos y en otras circunstancias bélicas de la Segunda Guerra Mundial.[5]
- A finales de los años noventa, se marcó la fosa común de 73 víctimas asesinadas el día del ataque a Španovica, en octubre de 1942. Junto a las huellas de la iglesia se erigió un crucifijo de cuatro metros de altura con campana de iglesia. Tres inscripciones están talladas en el pedestal de mármol junto al escudo de Španovica: "1865. – 1942 ¡Volvemos a ti, Španovica! Fantasmas de 1996." La segunda está en dialecto español y habla de sufrimiento y sufrimiento, y la tercera página es un agradecimiento a los donantes que hicieron posible erigir el campanario.[5]
- La película "Ono drugo selo" ("Esta otra aldea"), dirigida por Jadran Boban, fue estrenada en el año 2020 en el Festival de Cine de Liburnia de Croacia, donde obtuvo la Mención Especial del Jurado. Cuenta la historia de Španovica, de sus pobladores actuales y anteriores.

Él y su equipo hablaron con antiguos residentes de Spanovica, croatas que huyeron del pueblo en 1942 cuando eran niños pequeños, pero también con residentes actuales de Spanovica y los pueblos de los alrededores: serbios que regresaron después de huir a causa de la guerra de la década de 1990.

## Material multimedia
Filmación de Spanovica. Año 2021